# ديفيد بوولنجر
ديفيد بوولنجر (بالفرنسية: David Boulanger)‏ هو منافس ألعاب قوى فرنسي، ولد في 11 ديسمبر 1974 في روان في فرنسا.

## وصلات خارجية
- دايفيد بوولنجر على موقع الاتحاد الدولي لألعاب القوى (الإنجليزية)
- دايفيد بوولنجر على موقع أوليمبيديا (الإنجليزية)